# Танкодром завода Уралмаш
Танкодром построен по постановлению ГКО СССР на северо-западной окраине Орджоникидзевского района города Свердловска для ходовых испытаний и обкатки изделий Уральского завода тяжелого машиностроения.

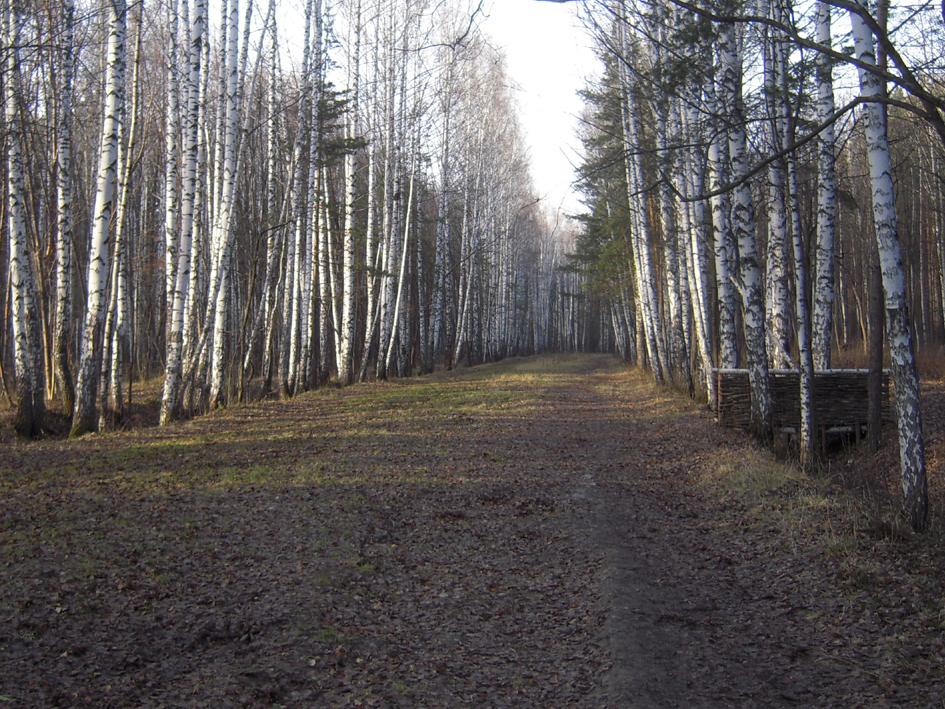
На северной петле испытательной трассы (2013)

Строительство велось методом «народной стройки» практически без применения строительной техники. За четыре месяца были построены дорога от сборочного цеха и испытательная трасса, имеющие твердое покрытие (гранитный блок, в местах разворотов дополнительно уложены бронеплиты), общей длиной 11 км. 
Эксплуатация танкодрома начата 21 ноября 1943 года.
До 9 мая 1945 года обкатку на танкодроме прошли около четырёх тысяч самоходных артиллерийских установок — СУ-85 и СУ-100.
С окончанием войны серийный выпуск бронетехники на Уралмаше был свернут, но испытания на танкодроме продолжались до 1962 года.
Сохранившийся до наших дней участок испытательной трассы представляет собой березовую аллею, в народе называется «танковая дорога».

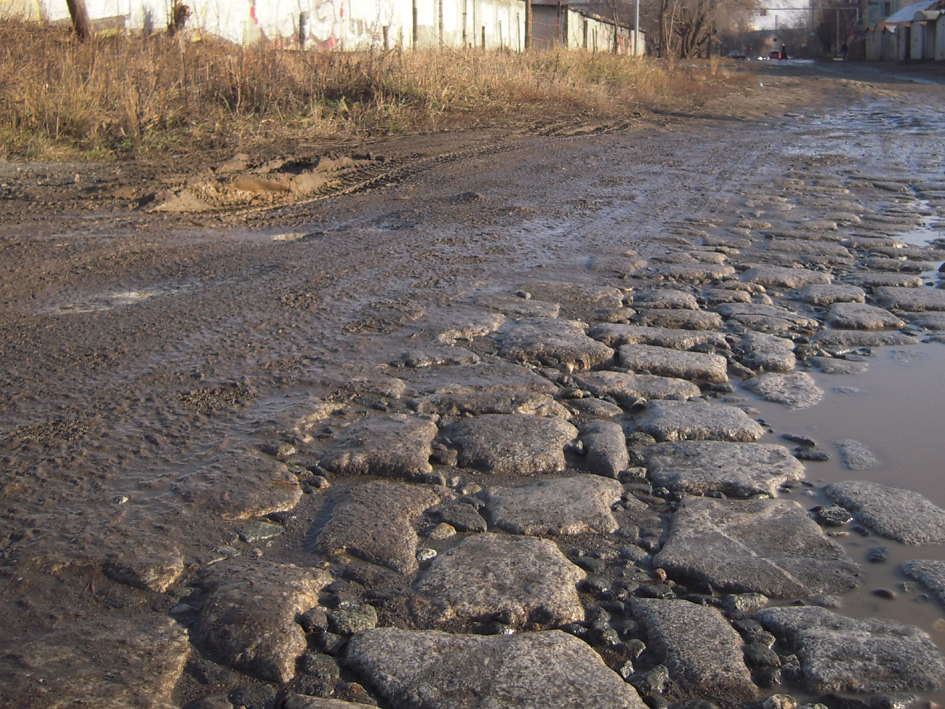
Переулок Черниговский. Южная петля испытательной трассы (2013)

## Интересные факты
- Испытателем на танкодроме служил будущий писатель Борис Львович Васильев